# Chińskie Tajpej na Letnich Igrzyskach Olimpijskich 2004
Chińskie Tajpej na Letnich Igrzyskach Olimpijskich 2004 reprezentowało 88 zawodników (49 mężczyzn, 39 kobiet). Był to 11 występ reprezentantów Chińskiego Tajpej na letnich igrzyskach olimpijskich. Reprezentacja zdobyła 5 medali co jest drugim najlepszym osiągnięciem na igrzyskach olimpijskich.
| Medal  | Zawodnik                                     | Dyscyplina | Konkurencja            | Rezultat                                              |
| ------ | -------------------------------------------- | ---------- | ---------------------- | ----------------------------------------------------- |
| Złoto  | Chen Shih-hsin                               | Taekwondo  | waga do 48 kg kobiety  | w finale pokonała Kubankę Yuliet Labrada Diaz Yanelis |
| Złoto  | Chu Mu-yen                                   | Taekwondo  | waga do 58 kg mężczyzn | w finale pokonał Meksykanina Oscara Salazara Blanco   |
| Srebro | Huang Chih-hsiung                            | Taekwondo  | waga do 68 kg mężczyzn | w finale przegrał z Irańczykiem Hadi Saei Bonehlohal  |
| Srebro | Chen Szu-yuan Liu Ming-huang Wang Cheng-pang | Łucznictwo | mężczyźni drużynowo    | w finale przegrali z Koreą Południową 245:251 pkt     |
| Brąz   | Chen Li-ju Wu Hui-ju Yuan Shu-chi            | Łucznictwo | kobiety drużynowo      | w meczu o brązowy medal pokonały Francję 242:228 pkt  |